# Benedetta Degli Innocenti
Benedetta Degli Innocenti (Prato, 14 gennaio 1989) è una doppiatrice italiana.

## Riconoscimenti
Nel 2015 vince il premio del pubblico alla 7ª edizione del Gran Premio Internazionale del Doppiaggio.
Nel 2018 riceve una menzione speciale nella categoria "cinema" al Festival del doppiaggio Voci nell'Ombra per il doppiaggio di Lady Gaga nel film A Star Is Born.
Nel 2019, per il medesimo doppiaggio, riceve il premio I sassi d'oro. E vince anche la XX edizione del Festival del doppiaggio Voci nell'Ombra come miglior voce femminile.
Nel 2022, vince la Musa d'Oro come Miglior Doppiatrice Serie TV per Anya Chalotra (Yennefer di Vengerberg) in The Witcher.

## Doppiaggio

### Cinema
- Daisy Ridley in Star Wars - Il risveglio della Forza, Assassinio sull'Orient Express, Star Wars - Gli ultimi Jedi, Ofelia - Amore e morte, Star Wars - L'ascesa di Skywalker, Chaos Walking, La casa del padre, La ragazza del mare
- Elizabeth Olsen ne La fuga di Martha, Red Lights, Giovani ribelli - Kill Your Darlings, Godzilla, I Saw the Light, I segreti di Wind River
- Michelle Dockery in Anna Karenina, Self/less, Downton Abbey, The Gentlemen, Downton Abbey II - Una nuova era
- Zoë Kravitz in  Divergent, The Divergent Series: Insurgent, The Divergent Series: Allegiant, Animali fantastici - I crimini di Grindelwald
- Sarah Snook in Predestination, Holding the Man, Steve Jobs, Succession, Il morso del coniglio
- Vicky Krieps in Il filo nascosto, Old, Stringimi forte, I tre moschettieri - D'Artagnan
- DeWanda Wise in Un padre, Jurassic World - Il dominio, Imaginary
- Lady Gaga in A Star is Born, House of Gucci, Joker: Folie à Deux
- Andrea Riseborough in La battaglia dei sessi, Mandy
- Aubrey Plaza in Nonno scatenato, Non ti presento i miei
- Caren Pistorius ne La verità negata, Il giorno sbagliato
- Sonequa Martin-Green in Natale, folle Natale, Space Jam: New Legends
- Vanessa Hudgens in Bad Boys for Life, Bad Boys: Ride or Die
- Danielle Brooks in Il colore viola, Un film Minecraft
- Cleopatra Coleman in All'ombra della luna e Rebel Moon - Parte 2: La sfregiatrice
- Haley Bennett in Cyrano
- Lily James in Yesterday
- Olga Kurylenko ne  La corrispondenza
- Natalie Dormer in Un colpo perfetto
- Katheryn Winnick in Amusement - Giochi pericolosi
- Lucy Fry in Bright
- Elizabeth Blackmore in La casa
- Brea Bee in Il lato positivo - Silver Linings Playbook
- Rita Ora in Fast & Furious 6
- Gabrielle Anwar in Nora Roberts - L'estate dei misteri
- Isabel Lucas in The Water Diviner
- Elisabetta Di Carlo in StreetDance 2
- Kelly Reilly in Calvario
- Karen Mok in Man of Tai Chi
- Adepero Oduye in The Dinner
- Jillian Bell in La festa prima delle feste
- Bruce Bundy in Hunger Games - La ragazza di fuoco
- Eve in La bottega del barbiere 3
- Zawe Ashton in Animali notturni
- Ruby Rose in xXx - Il ritorno di Xander Cage
- Sky Ferreira in The Green Inferno
- Ester Dean in Voices
- Jessica Szohr in Ted 2
- Gaby Hoffmann in Wild
- Sarah Greene in L'ultima vendetta
- Ireyon Johnson in Black or White
- Lilith Stangenberg in Lo Stato contro Fritz Bauer
- Tammin Sursok in Ora puoi uccidere la sposa
- Dominique Swain in Pericolo in casa
- Malin Åkerman in Conspiracy - La cospirazione
- Hana Mae Lee in La babysitter
- Jaimie Alexander in Seduzione fatale
- Jemima West in Il caso Freddy Heineken
- Kimberly Williams-Paisley in Alvin Superstar - Nessuno ci può fermare
- Tuba Büyüküstün in Rosso Istanbul
- Valorie Curry in American Pastoral, The Tick
- Stephanie Sigman in Annabelle 2: Creation
- Ritu Shivpuri in Aar Ya Paar
- Gemma Ward in Pirati dei Caraibi - Oltre i confini del mare
- Émilie Dequenne in A casa nostra
- Kelly Macdonald in L'arma dell'inganno - Operation Mincemeat
- Michaela Coel in Black Panther: Wakanda Forever
- Charmaine Bingwa in Gli alberi della pace
- Lisa Bitter in Conta su di me
- Faye Marsay in L'amante di Lady Chatterley
- Sherry Cola in A Family Affair
- Motsoaledi Setumo in A Soweto Love Story
- Isabelle Kafando in Crypto Boy
- Kelly Hope Taylor in Emma e il giaguaro nero
- Leila Farzad in Bridget Jones - Un amore di ragazzo
- Rosalinde Mynster in Amore a Copenhagen
- Emily Hampshire in Humane

### Film d'animazione
- Saber Alter in Fate/stay night: Heaven's Feel - I. presage flower, Fate/stay night: Heaven's Feel - II. lost butterfly, Fate/stay night: Heaven's Feel - III. spring song
- Setsuna Higashi/Cure Passion in Fresh Pretty Cure! - Le Pretty Cure nel Regno dei Giocattoli
- Lin ne La città incantata
- Nola in Playmobil: The Movie
- Mittens in Peter Rabbit 2 - Un birbante in fuga
- Yennefer in The Witcher - Le sirene degli abissi
- Computer in The LEGO Movie
- Ursa in Predator: Killer dei Killer

### Serie televisive
- Megan Montaner in Il segreto, Senza identità, Víctor Ros, Fuoco amico TF45 - Eroe per amore, Lontano da te, La caccia, Una vita da riavvolgere
- Alexandra Breckenridge in This Is Us, Virgin River
- Michelle Dockery in Downton Abbey, Anatomia di uno scandalo
- Christian Serratos in The Walking Dead, Love, Death & Robots
- Ruby Rose in Batwoman, Arrow, Supergirl
- Danielle Brooks in Orange Is the New Black, Master of None, Peacemaker
- Danica Curcic in Equinox, L'uomo delle castagne
- Rebecca Breeds in The Originals, Legacies
- Sarah Snook in Succession
- Meaghan Rath in Come sopravvivere alla vita dopo la laurea
- Brooke Nevin in I signori della fuga
- Peyton List in Frequency
- Maya Bothe in Il commissario Schumann
- Ciara Renée in Legends of Tomorrow
- Emma Ishta in Stitchers
- Jocelyn Osorio in SAF3
- Gabourey Sidibe in Empire
- Ana Ularu in Tribes of Europa
- Britney Young in GLOW
- Sharon Pierre-Louis in The Lying Game
- Andrea Riseborough in Bloodline
- Melanie Scrofano in The Listener
- Bridget Regan in Agent Carter
- Ana Fernández García in Le ragazze del centralino
- Kerry Condon in Believe
- Jessica Parker Kennedy in Black Sails
- Ellie Reed in Girlboss
- AnnaLynne McCord in Secrets and Lies
- Lucy Fry in Alien Surf Girls, Mako Mermaids - Vita da Tritone
- Daniella Monet in Baby Daddy
- Jennie Pierson in Powerless
- Manon Azem in Sulle tracce del crimine
- Sierra McClain in 9-1-1: Lone Star
- Lorraine Burroughs in DCI Banks
- Diany Rodriguez in NCIS: Origins
- Kelly Overton in True Blood
- Monique Gabriela Curnen in The Following
- Sarah Habel in Underemployed - Generazione in saldo
- Clotilde Hesme in Les Revenants
- Daniella Pineda in American Odyssey
- Michelle Mitchenor in Lethal Weapon
- Anna Diop in 24: Legacy
- Rebecca Hazlewood in Outsourced
- Kourtney Hansen in Nashville
- Otmara Marrero in StartUp
- Brooklyn Decker in I miei peggiori amici
- Karen LeBlanc in Cracked
- Yaya DaCosta in Chicago Med
- Alara Bozbey in Bitter Sweet - Ingredienti d'amore
- Anya Chalotra in The Witcher
- Anna Brewster in Versailles
- Maja Schöne in Dark
- Emily Rios in Snowfall
- Odette Annable in Walker
- Samantha Marie Ware in What/If
- Odelya Haleyi in Law & Order - I due volti della giustizia
- Georgina Campbell in Suspicion
- Emilia Clarke in Secret Invasion
- Fola Evans-Akingbola in The Night Agent
- Maria Elena Laas in Warrior
- Rosanny Zayas in The L Word: Generation Q
- Ritu Arya in Attacco al potere - Paris Has Fallen
- Gina Rodriguez in Will Trent
- Faye Marsay in Adolescence
- Luyanda Unati Lewis-Nyawo in Mercoledì (st. 1)

### Serie animate
- Eas/Setsuna Higashi/Cure Passion in Fresh Pretty Cure!
- Crimson in A tutto reality presenta: Missione Cosmo Ridicola
- Yu in World of Winx
- Saber Alter in Fate/stay night: Unlimited Blade Works e Fate/Apocrypha
- Astraia Tor Deikun in Mobile Suit Gundam: The Origin
- Robot Babysitter in Phineas e Ferb
- Infermiera Joan Markham in Lo straordinario mondo di Gumball
- Choco ne Il barbiere pasticciere[2]
- Mel Medarda In Arcane
- Liz in Secret Level
- Rassit in Mobile Suit Gundam GQuuuuuuX

### Videogiochi
- Rey Skywalker in LEGO Star Wars: Il risveglio della Forza (2016)[3]
- Kayla Watts in Jurassic World Evolution 2: Dominion Malta Expansion (2022)[4]